# Vreugderijkerwaard
De Vreugderijkerwaard ligt net ten westen van Zwolle aan de noordoever van de rivier de IJssel, in de buurtschap Spoolde, tegenover het op de andere oever gelegen plaatsje Zalk. In het 97 hectare grote gebied dat eigendom is van Natuurmonumenten bevinden zich tot vijf meter hoge rivierduinen en een met de IJssel meestromende nevengeul. De uiterwaard maakt deel uit van het door de rijksoverheid aangewezen Nationaal Landschap IJsseldelta.
Een groot deel van het jaar is het gebied een rustplaats voor trekkende vogels, zo zijn er kieviten, kemphanen en grutto's te zien. In de winter wordt de waard vaak bevolkt door duizenden kolganzen. Broedvogels in dit natuurgebied zijn onder meer de blauwborst, visdief en roerdomp. De bruine kiekendief vindt in het rietland zijn jachtgebied. 
De twee kilometer lange geul is de eerste nieuw aangelegde meestromende nevengeul in Nederland. Hij werd in 2003 voltooid en is een van de maatregelen om de waterstand in de rivier beter te kunnen beheersen en zo onder andere de steden Zwolle en Kampen tegen hoogwater te beschermen. Bij hoog water is er meer ruimte voor waterafvoer richting IJsselmeer. Het doorgaans ondiepe water is een foerageerplaats voor steltlopers en een paaigebied voor vissen. In de nevengeul groeien bijzondere planten, zoals fonteinkruidsoorten en watergentiaan. Bij het maken van het plan voor het graven van de geul is speciaal gelet op de mogelijkheden voor natuurherstel. Met succes; de stroomdalflora van het gebied behoort na acht jaar tot de veelzijdigste van Nederland.
De Vreugderijkerwaard is goed te overzien vanaf de winterdijk of ontdek de waard via het laarzenpad langs de nevengeul en de IJssel. Verder is er een vogelkijkhut en een picknickplaats. Het rivierduin is alleen toegankelijk tijdens georganiseerde excursies. 